# Зелёный Гай (Боровский район)
Зеленый Гай (укр. Зелений Гай), село, Першотравневый сельский совет, Боровский район, Харьковская область.
Код КОАТУУ — 6321082504. Население по переписи 2001 г. составляет 133 (53/80 м/ж) человека.

## Географическое положение
Село Зеленый Гай находится в 5 км от посёлка Першотравневое. По посёлку протекает пересыхающий ручей на котором сделано небольшую запруду.

## История
- 1750 - дата основания.
- 16 августа 2025 - оккупация войсками Вооружённых сил Российской Федерации.

## Экономика
- В посёлке есть молочно-товарная ферма.